# Tramwaje w Małyszewej Łodze
Tramwaje w Małyszewej Łodze – zlikwidowany system komunikacji tramwajowej w rosyjskiej wsi Małyszewa Łoga, działający w latach 1957–1961.

## Historia
W 1952 wybudowano bocznicę kolejową do kopalni Szuształepskaja (Шушталепская). W 1957 z terenu pobliskiej elektrowni doprowadzono drugą bocznicę kolejową, w związku z czym bocznica wybudowana w 1952 nie była już potrzebna. Wraz ze zwiększającą się liczbą mieszkańców miejscowości Postojannij (Постоянный) pojawił się problem z dowozem pracowników do kopalni, ponieważ brakowało autobusów. W tym samym roku zapadła decyzja, aby zelektryfikować nieużywaną bocznicę kolejową i przystosować ją do kursowania tramwajów. Prace rozpoczęto latem 1957. Prace ograniczyły się praktycznie tylko do stawiania słupów trakcyjnych i rozwieszania sieci. Jesienią 1957 z Prokopiewska przybył jeden wagon typu MS. Linię otwarto na przełomie jesieni i zimy 1957. Na linii znajdowało się 5 przystanków. Czas przejazdu tramwajem po całej linii wynosił od 7 do 10 minut. Tramwaj kursował od 5 rano do 1 w nocy. W 1961 linię zamknięto ze względu na zły stan techniczny i wiek wagonu. W tym czasie dostarczono autobusy do przewozu pracowników kopalni. 

## Linia
Trasa linii:
- Kałtan (Калтан) – Postojannij – Kołchoznaja – Cementnaja – Bunkera